# 寻找国王
《寻找国王》（韓語：왕을 찾아서）为预计2025年上映的韩国科幻电影，由《殺人者的記憶法》、《凤梧洞战役》的导演元信延撰写剧本并执导，具教煥、劉宰明、徐玄、朴艺邻、朴明勳、俞成柱等演员主演。电影讲述在1980年夏天的非武装地带村庄里，军医官道镇和村民们一起面对巨大不明物体展开的冒险故事。

## 演员阵容

### 主要人物
- 具教煥 饰演 金道镇，被派遣到非武装地带亥安盆地的保健所医生。
- 劉宰明 饰演 周福，亥安盆地村的居民，充满正义感。
- 徐玄 饰演 贞爱，亥安盆地村保健所唯一的护士。
- 朴艺邻 饰演 德珍，穿梭于亥安盆地村各个角落的小巷队长。
- 朴明勳 饰演 官宇，暗恋贞爱的第66步兵联队中队长。
- 俞成柱 饰演 李瑞烈，大校、金道镇的上司。

## 制作
在电影《魔女首部曲：誕生》和《勝利號》中展现出色VFX技术的WYSIWYG Studios作为主要投资者参与该片制作，导演元信延设立的制作公司8 Pictures与WYSIWYG Studios子公司A2Z娱乐共同制作，W/A Studio作为制作总管参与。

### 选角
2022年12月29日，媒体报道具教焕、刘宰明有望主演导演元信延的新片《寻找国王》，预计2023年年初开拍。2023年2月8日，媒体报道徐贤有望加入该片主演阵容。同年2月22日，正式宣布该片由具教焕、刘宰明、徐贤、朴艺邻、朴明勋、俞成柱出演。

### 拍摄
主体拍摄于2023年2月13日在韩国济州岛开始进行，同年7月20日在庆尚北道聞慶市正式杀青。

## 发行
2024年2月5日发布启动海报与预告片，原计划该年夏天上映。